# Manalu (Pakkat)
Manalu is een bestuurslaag in het regentschap Humbang Hasundutan van de provincie Noord-Sumatra, Indonesië. Manalu telt 1099 inwoners (volkstelling 2010).